# Ira Aldridge
Ira Aldridge, nome completo Ira Frederick Aldridge (New York, 24 luglio 1807 – Łódź, 7 agosto 1867), è stato un attore teatrale statunitense naturalizzato inglese, di origini afroamericane, che divenne uno dei più grandi interpreti della tragedia shakespeariana sul palcoscenico europeo del XIX secolo.

## Biografia

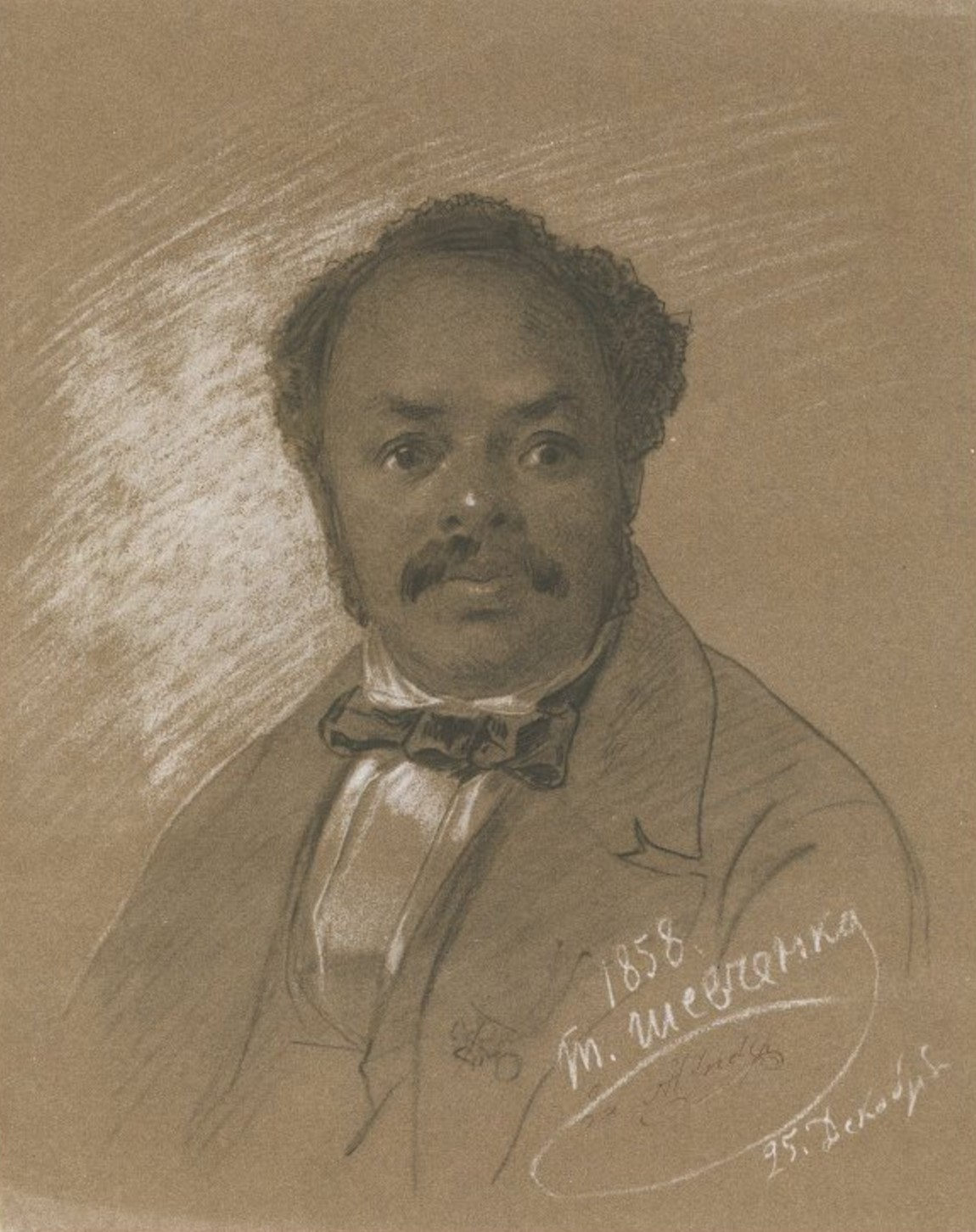
Ritratto di Ira Aldridge, eseguito da Taras Hryhorovyč Ševčenko, 1858

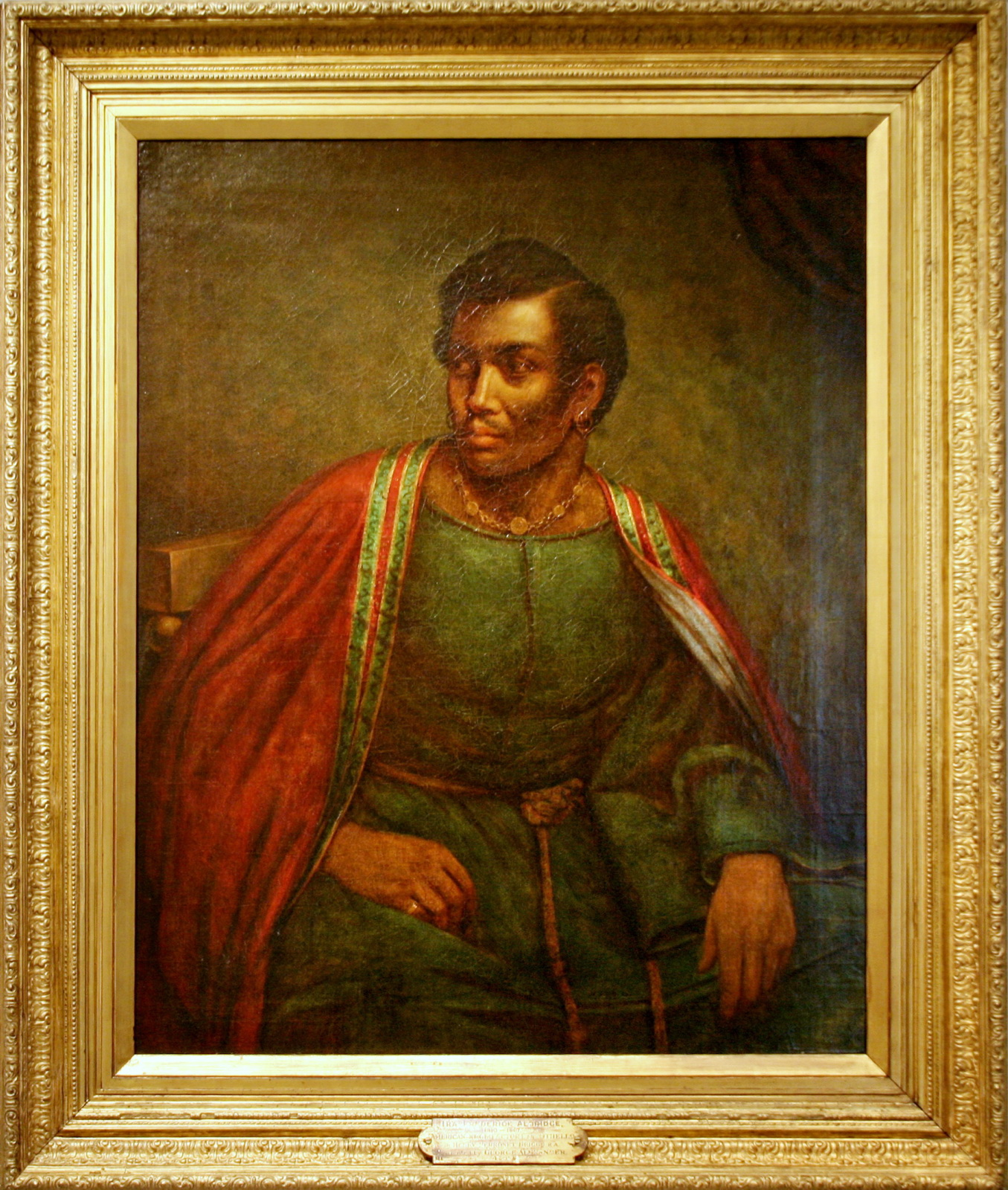
Ira Aldridge nel ruolo di Otello, 1830

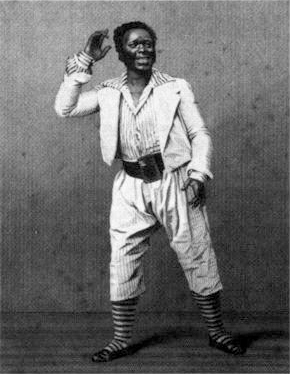
Ira Aldridge nel ruolo di Mungo, circa 1825

Nato il 24 luglio 1807 a New York, figlio di Lurona e del reverendo Daniel Aldridge, Ira Aldridge studiò alla African Free School di Manhattan,
 e durante l'adolescenza si avvicinò alla recitazione con l'African Grove Theatre, noto anche come l'African Theatre, il primo teatro negli Stati Uniti gestito dagli afroamericani, prima di trasferirsi in Europa sui palcoscenici del Regno Unito.
Nel 1825, Aldridge ebbe un ruolo da protagonista come Oroonoko in La rivolta del Suriname (The Revolt of Surinam) nel Teatro Coburg, un adattamento di Oroonoko di Thomas Southerne.
Successivamente recitò nelle province britanniche, interpretando opere shakespeariane nel ruolo di Otello, Macbeth e Riccardo III, esordendo nel 1833 con grande successo a Londra, quando sostituì Edmund Kean, di cui fu il domestico, nella parte di Otello al Royal Opera House, a Covent Garden e diventando un famoso attore in Europa, dal 1852, in paesi, tra gli altri, come l'Austria, la Svizzera, la Germania, l'Ungheria, la Polonia e la Russia e meritando il soprannome di "African Roscius", noto per aver interpretato parti di personaggi bianchi.
Aldridge ha continuato a recitare fino alla sua morte, ottenendo riconoscimenti quali la medaglia d'oro prussiana per le arti e le scienze dal re Federico di Prussia, la croce d'oro di Leopoldo dello zar di Russia e la croce di Malta di Berna, in Svizzera; inoltre si impegnò socialmente e politicamente contro la schiavitù, sostenendo economicamente le cause abolizioniste e inserendo canzoni inneggianti la libertà nelle sue esibizioni.
Negli ultimi anni di carriera Aldridge stava programmando una tournée negli Stati Uniti, comunque divenne cittadino inglese nel 1863.
Aldridge morì il 7 agosto 1867, a Łódź, mentre era in Polonia.
Aldridge si sposò due volte ed ebbe numerosi figli, tra cui Luranah Aldridge, che in seguito diventò una cantante d'opera di una certa fama.